# الاتجاهات الجديدة للمرأة
الاتجاهات الجديدة للمرأة (الاتجاهات الجديدة للمرأة سابقا في نيو جيرسي) هي مجلة نسائية أمريكية تم إنشاؤها في يناير 1972 من قبل الناشطة باولا كاسيل واختفت في عام 1993.

## تاريخها
```
قامت منظمات نسائية مختلفة بإنشاء هذه المجلة في مؤتمر وطني نظمته في أيار / مايو 1971 ، من بينها المنظمة الوطنية للمرأة والتى قررت إنشاء مجلة لضمان التواصل بين الناشطات وتجنيد نساء جدد. قامت باولا كاسيل وبمساعدة متطوعين آخرين والأموال التي جمعت خلال المؤتمر بأنشاء المجلة في كانون الثاني / يناير 1972وتعدهذة المجلة غير ربحية.
```